# Liste der Stolpersteine in Hengelo
Die Liste der Stolpersteine in Hengelo enthält die Stolpersteine, die im Rahmen des gleichnamigen Kunst-Projekts von Gunter Demnig in Hengelo verlegt wurden. Mit ihnen soll an die Opfer des Nationalsozialismus erinnert werden, die in Hengelo lebten und wirkten.

## Liste der Stolpersteine
| Name                                   | Adresse                              | Bild | Inschrift                                                                               | Verlegedatum                                                                                       | Übersetzung und Anmerkungen                                                                      |
| -------------------------------------- | ------------------------------------ | --- | --------------------------------------------------------------------------------------- | -------------------------------------------------------------------------------------------------- | ------------------------------------------------------------------------------------------------ |
| Max Barta                              | Achterhoeksedwarsweg 7               | Bild gesucht Der Benutzer GeorgDerReisende ( Diskussion ) wünscht sich an dieser Stelle ein Bild vom Ort mit diesen Koordinaten 52.28037 6.781561 . Motiv: der Stolperstein für Max Barta, die Lage und das Haus, evtl. auf der Rückseite an der Willem van Kooningstraat Falls du dabei helfen möchtest, erklärt die Anleitung , wie das geht. BW | Hier woonde Max Barta geb. 1920 vermoord 27.2.1944 Auschwitz                            | | Hier wohnte Max Barta, geboren 1920, ermordet am 27.2.1944 in Auschwitz                          |
| Eugen Heimann                          | Albert Cuypstraat 18 ·               | Bild gesucht Der Benutzer GeorgDerReisende ( Diskussion ) wünscht sich an dieser Stelle ein Bild vom Ort mit diesen Koordinaten 52.273795 6.786588 . Motiv: die Stolpersteine für die Familie Heimann, die Lage und das Haus Falls du dabei helfen möchtest, erklärt die Anleitung , wie das geht. BW | Hier woonde Eugen Heimann geb. 1912 vermoord 31.3.1944 Midden Europa                    | | Hier wohnte Eugen Heimann, geboren 1912, ermordet am 31.3.1944, Midden Europa                    |
| Judith Truitje Heimann-Menko           | Albert Cuypstraat 18 ·               | | Hier woonde Judith Truitje Heimann-Menko geb. 1910 vermoord 19.10.1942 Auschwitz        | Hier wohnte Judith Truitje Heimann-Menko, geboren 1910, ermordet am 19.10.1942, Auschwitz          |                                                                                                  |
| Marcel Heimann                         | Albert Cuypstraat 18 ·               | | Hier woonde Marcel Heimann geb. 1939 vermoord 19.10.1942 Auschwitz                      | Hier wohnte Marcel Heimann, geboren 1939, ermordet am 19.10.1942, Auschwitz                        |                                                                                                  |
| Truitje Menko-Davidson                 | Albert Cuypstraat 18 ·               | | Hier woonde Truitje Menko-Davidson geb. 1872 vermoord 30.4.1943 Sobibor                 | Hier wohnte Truitje Menko-Davidson, geboren 1872, ermordet am 30.4.1943, Sobibor                   |                                                                                                  |
| Bernard Julius Kornhauser              | Albrechtsweg 9 ·                     | Bild gesucht Der Benutzer GeorgDerReisende ( Diskussion ) wünscht sich an dieser Stelle ein Bild vom Ort mit diesen Koordinaten 52.256382 6.797534 . Motiv: die Stolpersteine für die Familie Kornhauser, die Lage und das Haus Falls du dabei helfen möchtest, erklärt die Anleitung , wie das geht. BW | Hier woonde Bernard Julius Kornhauser geb. 1940 vermoord 01.10.1942 Auschwitz           | | Hier wohnte Bernard Julius Kornhauser, geboren 1940, ermordet am 01.10.1942 in Auschwitz         |
| Johanna Kornhauser-Kanteman            | Albrechtsweg 9 ·                     | | Hier woonde Johanna Kornhauser-Kanteman geb. 1907 vermoord 01.10.1942 Auschwitz         | Hier wohnte Johanna Kornhauser-Kanteman, geboren 1907, ermordet am 01.10.1942 in Auschwitz         |                                                                                                  |
| Otto Nathan Kornhauser                 | Albrechtsweg 9 ·                     | | Hier woonde Otto Nathan Kornhauser geb. 1903 vermoord 31.1.1943 Auschwitz               | Hier wohnte Otto Nathan Kornhauser, geboren 1903, ermordet am 31.1.1943 in Auschwitz               |                                                                                                  |
| Alida Menko-Cohen                      | Annastraat 19 ·                      | Bild gesucht Der Benutzer GeorgDerReisende ( Diskussion ) wünscht sich an dieser Stelle ein Bild vom Ort mit diesen Koordinaten 52.25811 6.7692 . Motiv: die Stolpersteine für die Familie Menko-Cohen, die Lage und das Haus Falls du dabei helfen möchtest, erklärt die Anleitung , wie das geht. BW | Hier woonde Alida Menko-Cohen geb. 1881 vermoord 21.5.1943 Sobibor                      | | Hier wohnte Alida Menko-Cohen, geboren 1881, ermordet am 21.5.1943 in Sobibor                    |
| Aron Jacob Menko                       | Annastraat 19 ·                      | | Hier woonde Aron Jacob Menko geb. 1881 vermoord 21.5.1943 Sobibor                       | Hier wohnte Aron Jacob Menko, geboren 1881, ermordet am 21.5.1943 in Sobibor                       |                                                                                                  |
| Leonard Jacob Menko                    | Annastraat 19 ·                      | | Hier woonde Leonard Jacob Menko geb. 1924 vermoord 31.3.1944 Midden Europa?             | Hier wohnte Leonard Jacob Menko, geboren 1924, ermordet am 31.3.1944 in Mitteleuropa?              |                                                                                                  |
| Phine Menko                            | Annastraat 19 ·                      | | Hier woonde Phine Menko geb. 1922 vermoord 21.5.1943 Sobibor                            | Hier wohnte Phine Menko, geboren 1922, ermordet am 21.5.1943 in Sobibor                            |                                                                                                  |
| Clara Cohen                            | Beekstraat 2 ·                       | Bild gesucht Der Benutzer GeorgDerReisende ( Diskussion ) wünscht sich an dieser Stelle ein Bild vom Ort mit diesen Koordinaten 52.264508 6.790769 . Motiv: die Stolpersteine für die Familie Cohen, die Lage und das Haus Falls du dabei helfen möchtest, erklärt die Anleitung , wie das geht. BW | Hier woonde Clara Cohen geb. 1881 vermoord 14.5.1943 Sobibor                            | | Hier wohnte Clara Cohen, geboren 1881, ermordet am 14.5.1943 in Sobibor                          |
| Rosetta Cohen                          | Beekstraat 2 ·                       | | Hier woonde Rosetta Cohen geb. 1886 vermoord 14.5.1943 Sobibor                          | Hier wohnte Rosetta Cohen, geboren 1886, ermordet am 14.5.1943 in Sobibor                          |                                                                                                  |
| Louis de Geus                          | Berfloweg 70 ·                       | Bild gesucht Der Benutzer GeorgDerReisende ( Diskussion ) wünscht sich an dieser Stelle ein Bild vom Ort mit diesen Koordinaten 52.258369 6.795326 . Motiv: der Stolperstein für die Louis de Geus, die Lage und das Haus Falls du dabei helfen möchtest, erklärt die Anleitung , wie das geht. BW | Hier woonde Louis de Geus geb. 1908 vermoord 30.9.1942 Auschwitz                        | | Hier wohnte Louis de Geus, geboren 1908, ermordet am 30.9.1942 in Auschwitz                      |
| Jan de Jonge                           | Beukweg 45 ·                         | Bild gesucht Der Benutzer GeorgDerReisende ( Diskussion ) wünscht sich an dieser Stelle ein Bild vom Ort mit diesen Koordinaten 52.271015 6.792202 . Motiv: der Stolperstein für Jan de Jonge, die Lage und das Haus Falls du dabei helfen möchtest, erklärt die Anleitung , wie das geht. BW | Hier woonde Jan de Jonge geb. 1895 vermoord 07.3.1945 Dachau                            | | Hier wohnte Jan de Jonge, geboren 1895, ermordet am 07.3.1945 in Dachau                          |
| Mina Telza Godfried-Menko              | Bornsestraat 65 ·                    | Bild gesucht Der Benutzer GeorgDerReisende ( Diskussion ) wünscht sich an dieser Stelle ein Bild vom Ort mit diesen Koordinaten 52.270635 6.787963 . Motiv: die Stolpersteine für die Familie Godfried, die Lage und das Haus Falls du dabei helfen möchtest, erklärt die Anleitung , wie das geht. BW | Hier woonde Mina Telza Godfried-Menko geb. 1872 vermoord 02.7.1943 Sobibor              | | Hier wohnte Mina Telza Godfried-Menko, geboren 1872, ermordet am 02.7.1943 in Sobibor            |
| Philippus Godfried                     | Bornsestraat 65 ·                    | | Hier woonde Philippus Godfried geb. 1872 vermoord 02.7.1943 Sobibor                     | Hier wohnte Philippus Godfried, geboren 1872, ermordet am 02.7.1943 in Sobibor                     |                                                                                                  |
| Rosalia Jacobs-Spits                   | Bornsestraat 174 ·                   | Bild gesucht Der Benutzer GeorgDerReisende ( Diskussion ) wünscht sich an dieser Stelle ein Bild vom Ort mit diesen Koordinaten 52.27337 6.784189 . Motiv: der Stolperstein für Rosalia Jacobs-Spits, die Lage und das Haus Falls du dabei helfen möchtest, erklärt die Anleitung , wie das geht. BW | Hier woonde Rosalia Jacobs-Spits geb. 1872 vermoord 06.9.1944 Auschwitz                 | | Hier wohnte Rosalia Jacobs-Spits, geboren 1872, ermordet am 06.9.1944 in Auschwitz               |
| Dirk Jacobus Spanjaard                 | Bornsestraat 182 ·                   | Bild gesucht Der Benutzer GeorgDerReisende ( Diskussion ) wünscht sich an dieser Stelle ein Bild vom Ort mit diesen Koordinaten 52.273747 6.783721 . Motiv: der Stolperstein für Dirk Jacobus Spanjaard, die Lage und das Haus Falls du dabei helfen möchtest, erklärt die Anleitung , wie das geht. BW | Hier woonde Dirk Jacobus Spanjaard geb. 1911 vermoord 18.10.1941 Mauthausen             | | Hier wohnte Dirk Jacobus Spanjaard, geboren 1911, ermordet am 18.10.1941 in Mauthausen           |
| Benjamin Vromen                        | Bornsestraat 184 ·                   | Bild gesucht Der Benutzer GeorgDerReisende ( Diskussion ) wünscht sich an dieser Stelle ein Bild vom Ort mit diesen Koordinaten 52.2739 6.78343 . Motiv: die Stolpersteine für die Familie Vromen, die Lage und das Haus Falls du dabei helfen möchtest, erklärt die Anleitung , wie das geht. BW | Hier woonde Benjamin Vromen geb. 1884 vermoord 06.3.1944 Auschwitz                      | | Hier wohnte Benjamin Vromen, geboren 1884, ermordet am 06.3.1944 in Auschwitz                    |
| Johanna Kan-de Winter                  | Bornsestraat 184 ·                   | | Hier woonde Johanna Kan-de Winter geb. 1913 vermoord 11.2.1944 Auschwitz                | Hier wohnte Johanna Kan-de Winter, geboren 1913, ermordet am 11.2.1944 in Auschwitz                |                                                                                                  |
| Maurits Kan                            | Bornsestraat 184 ·                   | | Hier woonde Maurits Kan geb. 1903 vermoord 17.8.1942 Auschwitz                          | Hier wohnte Maurits Kan, geboren 1903, ermordet am 17.8.1942 in Auschwitz                          |                                                                                                  |
| Sara Winter de-Bannet                  | Bornsestraat 184 ·                   | | Hier woonde Sara Winter de-Bannet geb. 1873 vermoord 11.2.1944 Auschwitz                | Hier wohnte Sara Winter de-Bannet, geboren 1873, ermordet am 11.2.1944 in Auschwitz                |                                                                                                  |
| Amalia Roozendaal-Roozendaal           | Brinkstraat 13/Markt 1 ·             | Bild gesucht Der Benutzer GeorgDerReisende ( Diskussion ) wünscht sich an dieser Stelle ein Bild vom Ort mit diesen Koordinaten 52.264471 6.792624 . Motiv: die Stolpersteine für die Familie Roozendaal und deren Lage, südlich des Kiosks Falls du dabei helfen möchtest, erklärt die Anleitung , wie das geht. BW | Hier woonde Amalia Roozendaal-Roozendaal geb. 1888 vermoord 13.3.1943 Sobibor           | | Hier wohnte Amalia Roozendaal-Roozendaal, geboren 1888, ermordet am 13.3.1943 in Sobibor         |
| Johanna Adeleida Roozendaal            | Brinkstraat 13/Markt 1 ·             | | Hier woonde Johanna Adeleida Roozendaal geb. 1917 vermoord 08.10.1942 Auschwitz         | Hier wohnte Johanna Adeleida Roozendaal, geboren 1917, ermordet am 08.10.1942 in Auschwitz         |                                                                                                  |
| Salomon Roozendaal                     | Brinkstraat 13/Markt 1 ·             | | Hier woonde Salomon Roozendaal geb. 1888 vermoord 07.10.1942 Mauthausen                 | Hier wohnte Salomon Roozendaal, geboren 1888, ermordet am 07.10.1942 in Mauthausen                 |                                                                                                  |
| Eva van Gelder                         | Brugstraat 27 ·                      | Bild gesucht Der Benutzer GeorgDerReisende ( Diskussion ) wünscht sich an dieser Stelle ein Bild vom Ort mit diesen Koordinaten 52.264176 6.788984 . Motiv: die Stolpersteine für die Familie van Gelder, die Lage und das Haus Falls du dabei helfen möchtest, erklärt die Anleitung , wie das geht. BW | Hier woonde Eva van Gelder geb. 1939 vermoord 09.11.1942 Auschwitz                      | | Hier wohnte Eva van Gelder, geboren 1939, ermordet am 09.11.1942 in Auschwitz                    |
| Grietje van Gelder-de Leeuw            | Brugstraat 27 ·                      | | Hier woonde Grietje van Gelder-de Leeuw geb. 1918 vermoord 18.11.1942 Auschwitz         | Hier wohnte Grietje van Gelder-de Leeuw, geboren 1918, ermordet am 18.11.1942 in Auschwitz         |                                                                                                  |
| Salomon Suiskind                       | Burg, Jansenplein 28/Willemstraat 24 | Bild gesucht Der Benutzer GeorgDerReisende ( Diskussion ) wünscht sich an dieser Stelle ein Bild vom Ort mit diesen Koordinaten 52.265824 6.791147 . Motiv: der Stolperstein für Salomon Suiskind, die Lage und das Haus (Burg, Jansenplein 28/Willemstraat 24) Falls du dabei helfen möchtest, erklärt die Anleitung , wie das geht. BW | Hier woonde Salomon Suiskind geb. 1905 vermoord 16.8.1942 Auschwitz                     | | Hier wohnte Salomon Suiskind, geboren 1905, ermordet am 16.8.1942 in Auschwitz                   |
| Abraham Engel van                      | Colensostraat 8 ·                    | Bild gesucht Der Benutzer GeorgDerReisende ( Diskussion ) wünscht sich an dieser Stelle ein Bild vom Ort mit diesen Koordinaten 52.267653 6.800041 . Motiv: die Stolpersteine für die Familie van Engel, die Lage und das Haus Falls du dabei helfen möchtest, erklärt die Anleitung , wie das geht. BW | Hier woonde Abraham van Engel geb. 1867 vermoord 14.5.1943 Sobibor                      | | Hier wohnte Abraham van Engel, geboren 1867, ermordet am 14.5.1943 in Sobibor                    |
| Abraham Engel van                      | Colensostraat 8 ·                    | | Hier woonde Abraham van Engel geb. 1936 vermoord 14.1.1943 Auschwitz                    | Hier wohnte Abraham van Engel, geboren 1936, ermordet am 14.1.1943 in Auschwitz                    |                                                                                                  |
| Benjamin Engel van                     | Colensostraat 8 ·                    | | Hier woonde Benjamin van Engel geb. 1895 vermoord 14.1.1943 Auschwitz                   | Hier wohnte Benjamin van Engel, geboren 1895, ermordet am 14.1.1943 in Auschwitz                   |                                                                                                  |
| Maria Engel van-Lindeman               | Colensostraat 8 ·                    | | Hier woonde Maria van Engel-Lindeman geb. 1907 vermoord 14.1.1943 Auschwitz             | Hier wohnte Maria van Engel-Lindeman, geboren 1907, ermordet am 14.1.1943 in Auschwitz             |                                                                                                  |
| Mina Engel van-Trautman                | Colensostraat 8 ·                    | | Hier woonde Mina van Engel-Trautman geb. 1869 vermoord 14.5.1943 Sobibor                | Hier wohnte Mina van Engel-Trautman, geboren 1869, ermordet am 14.5.1943 in Sobibor                |                                                                                                  |
| Hermann Studzinsky                     | De Wetstraat 1 ·                     | Bild gesucht Der Benutzer GeorgDerReisende ( Diskussion ) wünscht sich an dieser Stelle ein Bild vom Ort mit diesen Koordinaten 52.266067 6.794803 . Motiv: die Stolpersteine für die Familie Studzinsky, die Lage und das Haus Falls du dabei helfen möchtest, erklärt die Anleitung , wie das geht. BW | Hier woonde Hermann Studzinsky geb. 1905 vermoord 09.4.2045 Buchenwald                  | | Hier wohnte Hermann Studzinsky, geboren 1905, ermordet am 09.4.2045 in Buchenwald                |
| Manfred Studzinsky                     | De Wetstraat 1 ·                     | | Hier woonde Manfred Studzinsky geb. 1936 vermoord 22.5.1944 Auschwitz                   | Hier wohnte Manfred Studzinsky, geboren 1936, ermordet am 22.5.1944 in Auschwitz                   |                                                                                                  |
| Margot Studzinsky-Kiwit                | De Wetstraat 1 ·                     | | Hier woonde Margot Studzinsky-Kiwit geb. 1909 vermoord 22.5.1944 Auschwitz?             | Hier wohnte Margot Studzinsky-Kiwit, geboren 1909, ermordet am 22.5.1944 in Auschwitz?             |                                                                                                  |
| David Berg                             | Deldenerstraat 6-8 ·                 | Bild gesucht Der Benutzer GeorgDerReisende ( Diskussion ) wünscht sich an dieser Stelle ein Bild vom Ort mit diesen Koordinaten 52.266872 6.790725 . Motiv: die Stolpersteine für die Familie Berg, die Lage und das Haus Falls du dabei helfen möchtest, erklärt die Anleitung , wie das geht. BW | Hier woonde David Berg geb. 1882 vermoord 22.6.1943 Hengelo                             | | Hier wohnte David Berg, geboren 1882, ermordet am 22.6.1943 in Hengelo                           |
| Hilda Berg                             | Deldenerstraat 6-8 ·                 | | Hier woonde Hilda Berg geb. 1919 vermoord 02.10.1943 Sobibor                            | Hier wohnte Hilda Berg, geboren 1919, ermordet am 02.10.1943 in Sobibor                            |                                                                                                  |
| Louise Berg-Portje                     | Deldenerstraat 6-8 ·                 | | Hier woonde Louise Berg-Portje geb. 1893 vermoord 22.6.1943 Hengelo                     | Hier wohnte Louise Berg-Portje, geboren 1893, ermordet am 22.6.1943 in Hengelo                     |                                                                                                  |
| Samson Samuel Berg                     | Deldenerstraat 6-8 ·                 | | Hier woonde Samson Samuel Berg geb. 1912 vermoord 20.10.1941 Mauthausen                 | Hier wohnte Samson Samuel Berg, geboren 1912, ermordet am 20.10.1941 in Mauthausen                 |                                                                                                  |
| Henriëtte Turksma-de Leeuw             | Deldenerstraat 12 ·                  | Bild gesucht Der Benutzer GeorgDerReisende ( Diskussion ) wünscht sich an dieser Stelle ein Bild vom Ort mit diesen Koordinaten 52.266439 6.789921 . Motiv: der Stolperstein für Henriëtte Turksma-de Leeuw, die Lage und das Haus Falls du dabei helfen möchtest, erklärt die Anleitung , wie das geht. BW | Hier woonde Henriëtte Turksma-de Leeuw geb. 1919 vermoord 03.9.1943 Auschwitz           | | Hier wohnte Henriëtte Turksma-de Leeuw, geboren 1919, ermordet am 03.9.1943 in Auschwitz         |
| Alex van Gelder                        | Deldenerstraat 25 ·                  | Bild gesucht Der Benutzer GeorgDerReisende ( Diskussion ) wünscht sich an dieser Stelle ein Bild vom Ort mit diesen Koordinaten 52.266287 6.790013 . Motiv: die Stolpersteine für die Familie van Gelder, die Lage und das Haus Falls du dabei helfen möchtest, erklärt die Anleitung , wie das geht. BW | Hier woonde Alex van Gelder geb. 1878 vermoord 12.10.1942 Auschwitz                     | | Hier wohnte Alex van Gelder, geboren 1878, ermordet am 12.10.1942 in Auschwitz                   |
| Eva van Gelder-Lievendag               | Deldenerstraat 25 ·                  | | Hier woonde Eva van Gelder-Lievendag geb. 1877 vermoord 12.10.1942 Auschwitz            | Hier wohnte Eva van Gelder-Lievendag, geboren 1877, ermordet am 12.10.1942 in Auschwitz            |                                                                                                  |
| Rika van Gelder                        | Deldenerstraat 25 ·                  | | Hier woonde Rika van Gelder geb. 1922 vermoord 12.10.1942 Monowitz                      | Hier wohnte Rika van Gelder, geboren 1922, ermordet am 12.10.1942 in Monowitz                      |                                                                                                  |
| Roosje van Gelder                      | Deldenerstraat 25 ·                  | | Hier woonde Roosje van Gelder geb. 1907 vermoord 12.10.1942 Auschwitz                   | Hier wohnte Roosje van Gelder, geboren 1907, ermordet am 12.10.1942 in Auschwitz                   |                                                                                                  |
| Elfriede Lievendag-Buchheimer          | Deldenerstraat 57                    | Bild gesucht Der Benutzer GeorgDerReisende ( Diskussion ) wünscht sich an dieser Stelle ein Bild vom Ort mit diesen Koordinaten 52.266477 6.787912 . Motiv: der Stolperstein für Elfriede Lievendag-Buchheimer, die Lage und das Haus Falls du dabei helfen möchtest, erklärt die Anleitung , wie das geht. BW | Hier woonde Elfriede Lievendag-Buchheimer geb. 1871 vermoord 07.5.1943 Sobibor          | | Hier wohnte Elfriede Lievendag-Buchheimer, geboren 1871, ermordet am 07.5.1943 in Sobibor        |
| Heiman Leefsma                         | Deldenerstraat 68 ·                  | Bild gesucht Der Benutzer GeorgDerReisende ( Diskussion ) wünscht sich an dieser Stelle ein Bild vom Ort mit diesen Koordinaten 52.266316 6.785871 . Motiv: Stolpersteine für die Familie Leefsma, die Lage und das Haus Falls du dabei helfen möchtest, erklärt die Anleitung , wie das geht. BW | Hier woonde Heiman Leefsma geb. 1884 vermoord 23.7.1943 Sobibor                         | | Hier wohnte Heiman Leefsma, geboren 1884, ermordet am 23.7.1943 in Sobibor                       |
| Johanna Geertruida Leefsma-Zwarenstein | Deldenerstraat 68 ·                  | | Hier woonde Johanna Geertruida Leefsma-Zwarenstein geb. 1900 vermoord 23.7.1943 Sobibor | Hier wohnte Johanna Geertruida Leefsma-Zwarenstein, geboren 1900, ermordet am 23.7.1943 in Sobibor |                                                                                                  |
| Clotilde Kaatje Isaäcson-Lievendag     | Deldenerstraat 72 ·                  | Bild gesucht Der Benutzer GeorgDerReisende ( Diskussion ) wünscht sich an dieser Stelle ein Bild vom Ort mit diesen Koordinaten 52.266301 6.785718 . Motiv: die Stolpersteine für die Familie Isaäcson-Lievendag, die Lage und das Haus Falls du dabei helfen möchtest, erklärt die Anleitung , wie das geht. BW | Hier woonde Clotilde Kaatje Isaäcson-Lievendag geb. 1904 vermoord 30.9.1944 Auschwitz   | | Hier wohnte Clotilde Kaatje Isaäcson-Lievendag, geboren 1904, ermordet am 30.9.1944 in Auschwitz |
| Sigfried Isaäcson                      | Deldenerstraat 72 ·                  | | Hier woonde Sigfried Isaäcson geb. 1893 vermoord 21.1.1945 Auschwitz                    | Hier wohnte Sigfried Isaäcson, geboren 1893, ermordet am 21.1.1945 in Auschwitz                    |                                                                                                  |
| Emma Hoffmann-Posner                   | Deldenerstraat 85 ·                  | Bild gesucht Der Benutzer GeorgDerReisende ( Diskussion ) wünscht sich an dieser Stelle ein Bild vom Ort mit diesen Koordinaten 52.266035 6.784297 . Motiv: die Stolpersteine für Meijer Kanteman und die Familie Hoffmann, die Lage und das Haus Falls du dabei helfen möchtest, erklärt die Anleitung , wie das geht. BW | Hier woonde Emma Hoffmann-Posner geb. 1898 vermoord 19.2.1943 Auschwitz                 | | Hier wohnte Emma Hoffmann-Posner, geboren 1898, ermordet am 19.2.1943 in Auschwitz               |
| Jeanette Posner-Mindus                 | Deldenerstraat 85 ·                  | | Hier woonde Jeanette Posner-Mindus geb. 1881 vermoord 14.5.1943 Sobibor                 | Hier wohnte Jeanette Posner-Mindus, geboren 1881, ermordet am 14.5.1943 in Sobibor                 |                                                                                                  |
| Jozef Posner                           | Deldenerstraat 85 ·                  | | Hier woonde Jozef Posner geb. 1862 vermoord 14.5.1943 Sobibor                           | Hier wohnte Jozef Posner, geboren 1862, ermordet am 14.5.1943 in Sobibor                           |                                                                                                  |
| Marga Hoffmann                         | Deldenerstraat 85 ·                  | | Hier woonde Marga Hoffmann geb. 1926 vermoord 19.2.1943 Auschwitz                       | Hier wohnte Marga Hoffmann, geboren 1926, ermordet am 19.2.1943 in Auschwitz                       |                                                                                                  |
| Matje Hoffmann-Spits                   | Deldenerstraat 85 ·                  | | Hier woonde Matje Hoffmann-Spits geb. 1858 vermoord 29.4.1943 Westerbork                | Hier wohnte Matje Hoffmann-Spits, geboren 1858, ermordet am 29.4.1943 in Westerbork                |                                                                                                  |
| Meijer Levi Juda Kanteman              | Deldenerstraat 85 ·                  | | Hier woonde Meijer Levi Juda Kanteman geb. 1876 vermoord 05.3.1944 Westerbork           | Hier wohnte Meijer Levi Juda Kanteman, geboren 1876, ermordet am 05.3.1944 in Westerbork           |                                                                                                  |
| Robert Hoffmann                        | Deldenerstraat 85 ·                  | | Hier woonde Robert Hoffmann geb. 1891 vermoord 19.2.1943 Auschwitz                      | Hier wohnte Robert Hoffmann, geboren 1891, ermordet am 19.2.1943 in Auschwitz                      |                                                                                                  |
| Gerrit ten Zijthoff                    | Deldenerstraat 174 ·                 | Bild gesucht Der Benutzer GeorgDerReisende ( Diskussion ) wünscht sich an dieser Stelle ein Bild vom Ort mit diesen Koordinaten 52.266258 6.778327 . Motiv: der Stolperstein für Gerrit ten Zijthoff, die Lage und das Haus Falls du dabei helfen möchtest, erklärt die Anleitung , wie das geht. BW | Hier woonde Gerrit ten Zijthoff geb. 1900 vermoord 04.1.1945 Neuengamme                 | | Hier wohnte Gerrit ten Zijthoff, geboren 1900, ermordet am 04.1.1945 in Neuengamme               |
| Robert Schwarzkopf                     | Deldenerstraat 199 ·                 | Bild gesucht Der Benutzer GeorgDerReisende ( Diskussion ) wünscht sich an dieser Stelle ein Bild vom Ort mit diesen Koordinaten 52.266466 6.775593 . Motiv: der Stolperstein für Robert Schwarzkopf, die Lage und das Haus Falls du dabei helfen möchtest, erklärt die Anleitung , wie das geht. BW | Hier woonde Robert Schwarzkopf geb. 1882 vermoord 28.9.1942 Auschwitz                   | | Hier wohnte Robert Schwarzkopf, geboren 1882, ermordet am 28.9.1942 in Auschwitz                 |
| Henriëtte Steinmann-van Gelder         | Dennenbosweg 18                      | Bild gesucht Der Benutzer GeorgDerReisende ( Diskussion ) wünscht sich an dieser Stelle ein Bild vom Ort mit diesen Koordinaten 52.268535 6.792437 . Motiv: die Stolpersteine für die Familie Steinmann, die Lage und das Haus Falls du dabei helfen möchtest, erklärt die Anleitung , wie das geht. BW | Hier woonde Henriëtte Steinmann-van Gelder geb. 1901 vermoord 21.5.1943 Sobibor         | | Hier wohnte Henriëtte Steinmann-van Gelder, geboren 1901, ermordet am 21.5.1943 in Sobibor       |
| Julius Steinmann                       | Dennenbosweg 18                      | | Hier woonde Julius Steinmann geb. 1888 vermoord 21.5.1943 Sobibor                       | Hier wohnte Julius Steinmann, geboren 1888, ermordet am 21.5.1943 in Sobibor                       |                                                                                                  |
| Kurt Steinmann                         | Dennenbosweg 18                      | | Hier woonde Kurt Steinmann geb. 1924 vermoord 21.5.1943 Sobibor                         | Hier wohnte Kurt Steinmann, geboren 1924, ermordet am 21.5.1943 in Sobibor                         |                                                                                                  |
| Manfred Steinmann                      | Dennenbosweg 18                      | | Hier woonde Manfred Steinmann geb. 1928 vermoord 21.5.1943 Sobibor                      | Hier wohnte Manfred Steinmann, geboren 1928, ermordet am 21.5.1943 in Sobibor                      |                                                                                                  |
| Esther Spier-Posener                   | Dennenbosweg 37 ·                    | Bild gesucht Der Benutzer GeorgDerReisende ( Diskussion ) wünscht sich an dieser Stelle ein Bild vom Ort mit diesen Koordinaten 52.269239 6.793298 . Motiv: die Stolpersteine für die Familie Spier, die Lage und das Haus Falls du dabei helfen möchtest, erklärt die Anleitung , wie das geht. BW | Hier woonde Esther Spier-Posener geb. 1872 vermoord 27.11.1942 Auschwitz                | | Hier wohnte Esther Spier-Posener, geboren 1872, ermordet am 27.11.1942 in Auschwitz              |
| Jacob Spier                            | Dennenbosweg 37 ·                    | | Hier woonde Jacob Spier geb. 1913 vermoord 31.3.1944 Midden Europa?                     | Hier wohnte Jacob Spier, geboren 1913, ermordet am 31.3.1944 in Mitteleuropa?                      |                                                                                                  |
| Levie Abraham Spier                    | Dennenbosweg 37 ·                    | | Hier woonde Levie Abraham Spier geb. 1903 vermoord 28.2.1943 Auschwitz                  | Hier wohnte Levie Abraham Spier, geboren 1903, ermordet am 28.2.1943 in Auschwitz                  |                                                                                                  |
| Esther Muller-Kats                     | Dennenbosweg 88 ·                    | Bild gesucht Der Benutzer GeorgDerReisende ( Diskussion ) wünscht sich an dieser Stelle ein Bild vom Ort mit diesen Koordinaten 52.270892 6.795131 . Motiv: die Stolpersteine für die Familie Muller, die Lage und das Haus Falls du dabei helfen möchtest, erklärt die Anleitung , wie das geht. BW | Hier woonde Esther Muller-Kats geb. 1904 vermoord 22.10.1942 Auschwitz                  | | Hier wohnte Esther Muller-Kats, geboren 1904, ermordet am 22.10.1942 in Auschwitz                |
| Liefman Muller                         | Dennenbosweg 88 ·                    | | Hier woonde Liefman Muller geb. 1903 vermoord 28.2.1943 Auschwitz                       | Hier wohnte Liefman Muller, geboren 1903, ermordet am 28.2.1943 in Auschwitz                       |                                                                                                  |
| Bertha Goedhart-Goldschmidt            | Drienerstraat 12                     | Bild gesucht Der Benutzer GeorgDerReisende ( Diskussion ) wünscht sich an dieser Stelle ein Bild vom Ort mit diesen Koordinaten 52.264806 6.796531 . Motiv: die Stolpersteine für die Familie Goedhart, die Lage und das Haus Falls du dabei helfen möchtest, erklärt die Anleitung , wie das geht. BW | Hier woonde Bertha Goedhart-Goldschmidt geb. 1867 vermoord 14.5.1943 Sobibor            | | Hier wohnte Bertha Goedhart-Goldschmidt, geboren 1867, ermordet am 14.5.1943 in Sobibor          |
| Kaatje Goedhart                        | Drienerstraat 12                     | | Hier woonde Kaatje Goedhart geb. 1858 vermoord 14.5.1943 Sobibor                        | Hier wohnte Kaatje Goedhart, geboren 1858, ermordet am 14.5.1943 in Sobibor                        |                                                                                                  |
| Paul Jordan                            | Drienerstraat 65 ·                   | Bild gesucht Der Benutzer GeorgDerReisende ( Diskussion ) wünscht sich an dieser Stelle ein Bild vom Ort mit diesen Koordinaten 52.265065 6.79965 . Motiv: der Stolperstein für Paul Jordan, die Lage und das Haus Falls du dabei helfen möchtest, erklärt die Anleitung , wie das geht. BW | Hier woonde Paul Jordan geb. 1906 vermoord 07.5.1943 Sobibor                            | | Hier wohnte Paul Jordan, geboren 1906, ermordet am 07.5.1943 in Sobibor                          |
| Bertha Hess-Roberg                     | Drienerstraat 75 ·                   | Bild gesucht Der Benutzer GeorgDerReisende ( Diskussion ) wünscht sich an dieser Stelle ein Bild vom Ort mit diesen Koordinaten 52.265056 6.799887 . Motiv: die Stolpersteine für die Familie Hess, die Lage und das Haus Falls du dabei helfen möchtest, erklärt die Anleitung , wie das geht. BW | Hier woonde Bertha Hess-Roberg geb. 1864 vermoord 23.4.1943 Sobibor                     | | Hier wohnte Bertha Hess-Roberg, geboren 1864, ermordet am 23.4.1943 in Sobibor                   |
| Else Hess-Meijer                       | Drienerstraat 75 ·                   | | Hier woonde Else Hess-Meijer geb. 1897 vermoord 05.11.1942 Auschwitz                    | Hier wohnte Else Hess-Meijer, geboren 1897, ermordet am 05.11.1942 in Auschwitz                    |                                                                                                  |
| Manfred Hess                           | Drienerstraat 75 ·                   | | Hier woonde Manfred Hess geb. 1895 vermoord 28.5.1943 Sobibor                           | Hier wohnte Manfred Hess, geboren 1895, ermordet am 28.5.1943 in Sobibor                           |                                                                                                  |
| Aron Turteltaub                        | Drienerstraat 77 ·                   | Bild gesucht Der Benutzer GeorgDerReisende ( Diskussion ) wünscht sich an dieser Stelle ein Bild vom Ort mit diesen Koordinaten 52.265056 6.799887 . Motiv: die Stolpersteine für Aron Turteltaub und die Familie Zilverberg, die Lage und das Haus Falls du dabei helfen möchtest, erklärt die Anleitung , wie das geht. BW | Hier woonde Aron Turteltaub geb. 1886 vermoord 02.11.1942 Auschwitz                     | | Hier wohnte Aron Turteltaub, geboren 1886, ermordet am 02.11.1942 in Auschwitz                   |
| Elezer Zilverberg                      | Drienerstraat 77 ·                   | | Hier woonde Elezer Zilverberg geb. 1880 vermoord 07.5.1943 Sobibor                      | Hier wohnte Elezer Zilverberg, geboren 1880, ermordet am 07.5.1943 in Sobibor                      |                                                                                                  |
| Julia Zilverberg-ter Beek              | Drienerstraat 77 ·                   | | Hier woonde Julia Zilverberg-ter Beek geb. 1879 vermoord 07.6.1943 Sobibor              | Hier wohnte Julia Zilverberg-ter Beek, geboren 1879, ermordet am 07.6.1943 in Sobibor              |                                                                                                  |
| Frederika Frank-Weinberg               | Drienerstraat 83 ·                   | Bild gesucht Der Benutzer GeorgDerReisende ( Diskussion ) wünscht sich an dieser Stelle ein Bild vom Ort mit diesen Koordinaten 52.265056 6.799887 . Motiv: die Stolpersteine für Frederika Frank-Weinberg und die Familie Lazarus, die Lage und das Haus Falls du dabei helfen möchtest, erklärt die Anleitung , wie das geht. BW | Hier woonde Frederika Frank-Weinberg geb. 1912 vermoord 27.11.1942 Auschwitz            | | Hier wohnte Frederika Frank-Weinberg, geboren 1912, ermordet am 27.11.1942 in Auschwitz          |
| Julchen Lazarus-Franken                | Drienerstraat 83 ·                   | | Hier woonde Julchen Lazarus-Franken geb. 1871 vermoord 27.11.1942 Auschwitz             | Hier wohnte Julchen Lazarus-Franken, geboren 1871, ermordet am 27.11.1942 in Auschwitz             |                                                                                                  |
| Lazarus Lazarus                        | Drienerstraat 83 ·                   | | Hier woonde Lazarus Lazarus geb. 1870 vermoord 27.11.1942 Auschwitz                     | Hier wohnte Lazarus Lazarus, geboren 1870, ermordet am 27.11.1942 in Auschwitz                     |                                                                                                  |
| Antje van Gelder-de Leeuw              | Eikstraat 26                         | Bild gesucht Der Benutzer GeorgDerReisende ( Diskussion ) wünscht sich an dieser Stelle ein Bild vom Ort mit diesen Koordinaten 52.268954 6.793121 . Motiv: die Stolpersteine für die Familie van Gelder, die Lage und das Haus (irgendwo in der Eikstraat) Falls du dabei helfen möchtest, erklärt die Anleitung , wie das geht. BW | Hier woonde Antje van Gelder-de Leeuw geb. 1869 vermoord 14.5.1943 Sobibor              | | Hier wohnte Antje van Gelder-de Leeuw, geboren 1869, ermordet am 14.5.1943 in Sobibor            |
| Benjamin van Gelder                    | Eikstraat 26                         | | Hier woonde Benjamin van Gelder geb. 1872 vermoord 14.5.1943 Sobibor                    | Hier wohnte Benjamin van Gelder, geboren 1872, ermordet am 14.5.1943 in Sobibor                    |                                                                                                  |
| Henny Cohen                            | Elzenstraat 3 ·                      | Bild gesucht Der Benutzer GeorgDerReisende ( Diskussion ) wünscht sich an dieser Stelle ein Bild vom Ort mit diesen Koordinaten 52.270229 6.791326 . Motiv: die Stolpersteine für die Familie Cohen, die Lage und das Haus Falls du dabei helfen möchtest, erklärt die Anleitung , wie das geht. BW | Hier woonde Henny Cohen geb. 1943 vermoord 11.2.1944 Auschwitz                          | | Hier wohnte Henny Cohen, geboren 1943, ermordet am 11.2.1944 in Auschwitz                        |
| Malvin Cohen-Roth                      | Elzenstraat 3 ·                      | | Hier woonde Malvin Cohen-Roth geb. 1898 vermoord 11.2.1944 Auschwitz                    | Hier wohnte Malvin Cohen-Roth, geboren 1898, ermordet am 11.2.1944 in Auschwitz                    |                                                                                                  |
| Simon Cohen                            | Elzenstraat 3 ·                      | | Hier woonde Simon Cohen geb. 1884 vermoord 11.2.1944 Auschwitz                          | Hier wohnte Simon Cohen, geboren 1884, ermordet am 11.2.1944 in Auschwitz                          |                                                                                                  |
| David Isaak Wolff                      | Elzenstraat 23 ·                     | Bild gesucht Der Benutzer GeorgDerReisende ( Diskussion ) wünscht sich an dieser Stelle ein Bild vom Ort mit diesen Koordinaten 52.270444 6.790757 . Motiv: die Stolpersteine für die Familie Sommerfeld und Wolff, die Lage und das Haus Falls du dabei helfen möchtest, erklärt die Anleitung , wie das geht. BW | Hier woonde David Isaak Wolff geb. 1889 vermoord 19.2.1943 Auschwitz                    | | Hier wohnte David Isaak Wolff, geboren 1889, ermordet am 19.2.1943 in Auschwitz                  |
| Frieda Sommerfeld-Gumpert              | Elzenstraat 23 ·                     | | Hier woonde Frieda Sommerfeld-Gumpert geb. 1898 vermoord 17.9.1943 Auschwitz            | Hier wohnte Frieda Sommerfeld-Gumpert, geboren 1898, ermordet am 17.9.1943 in Auschwitz            |                                                                                                  |
| Hermann Sommerfeld                     | Elzenstraat 23 ·                     | | Hier woonde Hermann Sommerfeld geb. 1897 vermoord 29.2.1944 Auschwitz                   | Hier wohnte Hermann Sommerfeld, geboren 1897, ermordet am 29.2.1944 in Auschwitz                   |                                                                                                  |
| Kurt David Wolff                       | Elzenstraat 23 ·                     | | Hier woonde Kurt David Wolff geb. 1921 vermoord 30.11.1943 Auschwitz                    | Hier wohnte Kurt David Wolff, geboren 1921, ermordet am 30.11.1943 in Auschwitz                    |                                                                                                  |
| Regina Wolff-Gumpert                   | Elzenstraat 23 ·                     | | Hier woonde Regina Wolff-Gumpert geb. 1891 vermoord 19.2.1943 Auschwitz                 | Hier wohnte Regina Wolff-Gumpert, geboren 1891, ermordet am 19.2.1943 in Auschwitz                 |                                                                                                  |
| Abraham Kats                           | Enschedesestraat 41 ·                | Bild gesucht Der Benutzer GeorgDerReisende ( Diskussion ) wünscht sich an dieser Stelle ein Bild vom Ort mit diesen Koordinaten 52.264247 6.796463 . Motiv: der Stolperstein für Abraham Kats, die Lage und das Haus Falls du dabei helfen möchtest, erklärt die Anleitung , wie das geht. BW | Hier woonde Abraham Kats geb. 1900 vermoord 24.9.1941 Mauthausen                        | | Hier wohnte Abraham Kats, geboren 1900, ermordet am 24.9.1941 in Mauthausen                      |
| Abraham Mogendorff                     | Enschedesestraat 99 ·                | Bild gesucht Der Benutzer GeorgDerReisende ( Diskussion ) wünscht sich an dieser Stelle ein Bild vom Ort mit diesen Koordinaten 52.263002 6.799876 . Motiv: die Stolpersteine für die Familie Mogendorff, die Lage und das Haus Falls du dabei helfen möchtest, erklärt die Anleitung , wie das geht. BW | Hier woonde Abraham Mogendorff geb. 1911 vermoord 25.12.1944 Natzweiler Echterdingen    | | Hier wohnte Abraham Mogendorff, geboren 1911, ermordet am 25.12.1944 in Natzweiler Echterdingen  |
| Cato Mogendorff-Kets de Vries          | Enschedesestraat 99 ·                | | Hier woonde Cato Mogendorff-Kets de Vries geb. 1879 vermoord 05.9.1944 Auschwitz        | Hier wohnte Cato Mogendorff-Kets de Vries, geboren 1879, ermordet am 05.9.1944 in Auschwitz        |                                                                                                  |
| Israel Mogendorff                      | Enschedesestraat 99 ·                | | Hier woonde Israel Mogendorff geb. 1875 vermoord 05.9.1944 Auschwitz                    | Hier wohnte Israel Mogendorff, geboren 1875, ermordet am 05.9.1944 in Auschwitz                    |                                                                                                  |
| Sientje van Gelder-Mogendorff          | Ingenieur M. Schefferlaan 45 ·       | Bild gesucht Der Benutzer GeorgDerReisende ( Diskussion ) wünscht sich an dieser Stelle ein Bild vom Ort mit diesen Koordinaten 52.270205 6.796194 . Motiv: der Stolperstein für Sientje van Gelder-Mogendorff, die Lage und das Haus Falls du dabei helfen möchtest, erklärt die Anleitung , wie das geht. BW | Hier woonde Sientje van Gelder-Mogendorff geb. 1878 vermoord 21.5.1943 Sobibor          | | Hier wohnte Sientje van Gelder-Mogendorff, geboren 1878, ermordet am 21.5.1943 in Sobibor        |
| Israël van Gelder                      | Johannaweg 14 ·                      | Bild gesucht Der Benutzer GeorgDerReisende ( Diskussion ) wünscht sich an dieser Stelle ein Bild vom Ort mit diesen Koordinaten 52.262155 6.778542 . Motiv: die Stolpersteine für die Familie van Gelder, die Lage und das Haus Falls du dabei helfen möchtest, erklärt die Anleitung , wie das geht. BW | Hier woonde Israël van Gelder geb. 1898 vermoord 20.3.1943 Sobibor                      | | Hier wohnte Israël van Gelder, geboren 1898, ermordet am 20.3.1943 in Sobibor                    |
| Leentje Antje van Gelder               | Johannaweg 14 ·                      | | Hier woonde Leentje Antje van Gelder geb. 1931 vermoord 10.9.1943 Auschwitz             | Hier wohnte Leentje Antje van Gelder, geboren 1931, ermordet am 10.9.1943 in Auschwitz             |                                                                                                  |
| Saartje van Gelder-Mooij               | Johannaweg 14 ·                      | | Hier woonde Saartje van Gelder-Mooij geb. 1901 vermoord 20.3.1943 Sobibor               | Hier wohnte Saartje van Gelder-Mooij, geboren 1901, ermordet am 20.3.1943 in Sobibor               |                                                                                                  |
| Bertha Mendel-Cahn                     | Kievitstraat 27 ·                    | Bild gesucht Der Benutzer GeorgDerReisende ( Diskussion ) wünscht sich an dieser Stelle ein Bild vom Ort mit diesen Koordinaten 52.264579 6.802886 . Motiv: der Stolperstein für Bertha Mendel-Cahn, die Lage und das Haus Falls du dabei helfen möchtest, erklärt die Anleitung , wie das geht. BW | Hier woonde Bertha Mendel-Cahn geb. 1874 vermoord 27.11.1942 Auschwitz                  | | Hier wohnte Bertha Mendel-Cahn, geboren 1874, ermordet am 27.11.1942 in Auschwitz                |
| Franz Max Pollack                      | Kievitstraat 38 ·                    | Bild gesucht Der Benutzer GeorgDerReisende ( Diskussion ) wünscht sich an dieser Stelle ein Bild vom Ort mit diesen Koordinaten 52.263917 6.803075 . Motiv: die Stolpersteine für Franz Pollack und Louis Kan, die Lage und das Haus Falls du dabei helfen möchtest, erklärt die Anleitung , wie das geht. BW | Hier woonde Franz Max Pollack geb. 1918 vermoord 30.9.1941 Mauthausen                   | | Hier wohnte Franz Max Pollack, geboren 1918, ermordet am 30.9.1941 in Mauthausen                 |
| Louis Kan                              | Kievitstraat 38 ·                    | | Hier woonde Louis Kan geb. 1921 vermoord 28.2.1943 Auschwitz                            | Hier wohnte Louis Kan, geboren 1921, ermordet am 28.2.1943 in Auschwitz                            |                                                                                                  |
| Hartog Mooij                           | Kievitstraat 50 ·                    | Bild gesucht Der Benutzer GeorgDerReisende ( Diskussion ) wünscht sich an dieser Stelle ein Bild vom Ort mit diesen Koordinaten 52.26412 6.803059 . Motiv: die Stolpersteine für die Familie Mooij, die Lage und das Haus Falls du dabei helfen möchtest, erklärt die Anleitung , wie das geht. BW | Hier woonde Hartog Mooij geb. 1873 vermoord 27.11.1942 Auschwitz                        | | Hier wohnte Hartog Mooij, geboren 1873, ermordet am 27.11.1942 in Auschwitz                      |
| Mina Mooij                             | Kievitstraat 50 ·                    | | Hier woonde Mina Mooij geb. 1903 vermoord 31.1.1943 Auschwitz                           | Hier wohnte Mina Mooij, geboren 1903, ermordet am 31.1.1943 in Auschwitz                           |                                                                                                  |
| Rebecca Mooij                          | Kievitstraat 50 ·                    | | Hier woonde Rebecca Mooij geb. 1917 vermoord 31.1.1943 Auschwitz                        | Hier wohnte Rebecca Mooij, geboren 1917, ermordet am 31.1.1943 in Auschwitz                        |                                                                                                  |
| Grietje Mendels-Wolf                   | Krabbenbosplein 12                   | Bild gesucht Der Benutzer GeorgDerReisende ( Diskussion ) wünscht sich an dieser Stelle ein Bild vom Ort mit diesen Koordinaten 52.261245 6.779441 . Motiv: der Stolperstein für Grietje Mendels-Wolf, die Lage und das Haus Falls du dabei helfen möchtest, erklärt die Anleitung , wie das geht. BW | Hier woonde Grietje Mendels-Wolf geb. 1885 vermoord 11.12.1942 Auschwitz                | | Hier wohnte Grietje Mendels-Wolf, geboren 1885, ermordet am 11.12.1942 in Auschwitz              |
| Jozeph Berg                            | Langelermaatweg 217 ·                | Bild gesucht Der Benutzer GeorgDerReisende ( Diskussion ) wünscht sich an dieser Stelle ein Bild vom Ort mit diesen Koordinaten 52.252156 6.791316 . Motiv: die Stolpersteine für die Familie Berg, die Lage und das Haus Falls du dabei helfen möchtest, erklärt die Anleitung , wie das geht. BW | Hier woonde Jozeph Berg geb. 1905 vermoord 31.3.1944 Auschwitz                          | | Hier wohnte Jozeph Berg, geboren 1905, ermordet am 31.3.1944 in Auschwitz                        |
| Jozua Berg                             | Langelermaatweg 217 ·                | | Hier woonde Jozua Berg geb. 1941 vermoord 10.9.1943 Auschwitz                           | Hier wohnte Jozua Berg, geboren 1941, ermordet am 10.9.1943 in Auschwitz                           |                                                                                                  |
| Jozua Berg                             | Langelermaatweg 217 ·                | | Hier woonde Jozua Berg geb. 1872 vermoord 19.10.1942 Auschwitz                          | Hier wohnte Jozua Berg, geboren 1872, ermordet am 19.10.1942 in Auschwitz                          |                                                                                                  |
| Ruth Berg-Mendel                       | Langelermaatweg 217 ·                | | Hier woonde Ruth Berg-Mendel geb. 1920 vermoord 10.9.1943 Auschwitz                     | Hier wohnte Ruth Berg-Mendel, geboren 1920, ermordet am 10.9.1943 in Auschwitz                     |                                                                                                  |
| Simon Michael Noach                    | Leliestraat 18 ·                     | Bild gesucht Der Benutzer GeorgDerReisende ( Diskussion ) wünscht sich an dieser Stelle ein Bild vom Ort mit diesen Koordinaten 52.265194 6.779628 . Motiv: der Stolperstein für Simon Noach, die Lage und das Haus Falls du dabei helfen möchtest, erklärt die Anleitung , wie das geht. BW | Hier woonde Simon Michael Noach geb. 1887 vermoord 03.10.1941 Mauthausen                | | Hier wohnte Simon Michael Noach, geboren 1887, ermordet am 03.10.1941 in Mauthausen              |
| Alfred Neumann                         | Leliestraat 23 ·                     | Bild gesucht Der Benutzer GeorgDerReisende ( Diskussion ) wünscht sich an dieser Stelle ein Bild vom Ort mit diesen Koordinaten 52.264819 6.779638 . Motiv: der Stolperstein für Alfred Neumann, die Lage und das Haus Falls du dabei helfen möchtest, erklärt die Anleitung , wie das geht. BW | Hier woonde Alfred Neumann geb. 1896 vermoord 25.1.1943 Auschwitz                       | | Hier wohnte Alfred Neumann, geboren 1896, ermordet am 25.1.1943 in Auschwitz                     |
| Salomon de Lange                       | Marthastraat 2 ·                     | Bild gesucht Der Benutzer GeorgDerReisende ( Diskussion ) wünscht sich an dieser Stelle ein Bild vom Ort mit diesen Koordinaten 52.259078 6.771127 . Motiv: der Stolperstein für Salomon de Lange, die Lage und das Haus Falls du dabei helfen möchtest, erklärt die Anleitung , wie das geht. BW | Hier woonde Salomon de Lange geb. 1902 vermoord 08.10.1941 Mauthausen                   | 15. Sep. 2021                                                                                      | Hier wohnte Salomon de Lange, geboren 1902, ermordet am 08.10.1941 in Mauthausen                 |
| Erwin Nüszbaum                         | Mensinkweg 24 ·                      | Bild gesucht Der Benutzer GeorgDerReisende ( Diskussion ) wünscht sich an dieser Stelle ein Bild vom Ort mit diesen Koordinaten 52.24316 6.79994 . Motiv: der Stolperstein für Erwin Nüszbaum, die Lage und das Haus Falls du dabei helfen möchtest, erklärt die Anleitung , wie das geht. BW | Hier woonde Erwin Nüszbaum geb. 1920 vermoord 31.3.1944 Midden Europa?                  | | Hier wohnte Erwin Nüszbaum, geboren 1920, ermordet am 31.3.1944 in Mitteleuropa?                 |
| Erna Hahn                              | Mr. P. J. Troelstrastraat 100 ·      | Bild gesucht Der Benutzer GeorgDerReisende ( Diskussion ) wünscht sich an dieser Stelle ein Bild vom Ort mit diesen Koordinaten 52.272752 6.791456 . Motiv: der Stolperstein für Erna Hahn, die Lage und das Haus Falls du dabei helfen möchtest, erklärt die Anleitung , wie das geht. BW | Hier woonde Erna Hahn geb. 1925 vermoord 30.11.1943 Auschwitz                           | | Hier wohnte Erna Hahn, geboren 1925, ermordet am 30.11.1943 in Auschwitz                         |
| Siegfried Cohen                        | Molenstraat 16 ·                     | Bild gesucht Der Benutzer GeorgDerReisende ( Diskussion ) wünscht sich an dieser Stelle ein Bild vom Ort mit diesen Koordinaten 52.263254 6.794191 . Motiv: der Stolperstein für Siegfried Cohen, die Lage und das Haus Falls du dabei helfen möchtest, erklärt die Anleitung , wie das geht. BW | Hier woonde Siegfried Cohen geb. 1891 vermoord 30.9.1941 Mauthausen                     | | Hier wohnte Siegfried Cohen, geboren 1891, ermordet am 30.9.1941 in Mauthausen                   |
| Charles Cohen                          | Molenstraat 25 ·                     | Bild gesucht Der Benutzer GeorgDerReisende ( Diskussion ) wünscht sich an dieser Stelle ein Bild vom Ort mit diesen Koordinaten 52.26307 6.794923 . Motiv: die Stolpersteine für die Familie Cohen, die Lage und das Haus Falls du dabei helfen möchtest, erklärt die Anleitung , wie das geht. BW | Hier woonde Charles Cohen geb. 1928 vermoord 27.11.1942 Auschwitz                       | | Hier wohnte Charles Cohen, geboren 1928, ermordet am 27.11.1942 in Auschwitz                     |
| Henriëtte Cohen-Steilberger            | Molenstraat 25 ·                     | | Hier woonde Henriëtte Cohen-Steilberger geb. 1885 vermoord 27.11.1942 Auschwitz         | Hier wohnte Henriëtte Cohen-Steilberger, geboren 1885, ermordet am 27.11.1942 in Auschwitz         |                                                                                                  |
| Regina Cohen                           | Molenstraat 25 ·                     | | Hier woonde Regina Cohen geb. 1920 vermoord 27.11.1942 Auschwitz                        | Hier wohnte Regina Cohen, geboren 1920, ermordet am 27.11.1942 in Auschwitz                        |                                                                                                  |
| David Frank                            | Molenstraat 52 ·                     | Bild gesucht Der Benutzer GeorgDerReisende ( Diskussion ) wünscht sich an dieser Stelle ein Bild vom Ort mit diesen Koordinaten 52.26307 6.794923 . Motiv: der Stolperstein für David Frank, die Lage und das Haus Falls du dabei helfen möchtest, erklärt die Anleitung , wie das geht. BW | Hier woonde David Frank geb. 1902 vermoord 01.9.1943 00                                 | | Hier wohnte David Frank, geboren 1902, ermordet am 01.9.1943 in 00                               |
| Frederika van Zuiden-Mooij             | Molenstraat 63 ·                     | Bild gesucht Der Benutzer GeorgDerReisende ( Diskussion ) wünscht sich an dieser Stelle ein Bild vom Ort mit diesen Koordinaten 52.26307 6.794923 . Motiv: die Stolpersteine für die Familie van Zuiden, die Lage und das Haus Falls du dabei helfen möchtest, erklärt die Anleitung , wie das geht. BW | Hier woonde Frederika van Zuiden-Mooij geb. 1906 vermoord 15.10.1942 Auschwitz          | | Hier wohnte Frederika van Zuiden-Mooij, geboren 1906, ermordet am 15.10.1942 in Auschwitz        |
| Izaäk van Zuiden                       | Molenstraat 63 ·                     | | Hier woonde Izaäk van Zuiden geb. 1902 vermoord 21.1.1945 Auschwitz                     | Hier wohnte Izaäk van Zuiden, geboren 1902, ermordet am 21.1.1945 in Auschwitz                     |                                                                                                  |
| Robert van Zuiden                      | Molenstraat 63 ·                     | | Hier woonde Robert van Zuiden geb. 1934 vermoord 15.10.1942 Auschwitz                   | Hier wohnte Robert van Zuiden, geboren 1934, ermordet am 15.10.1942 in Auschwitz                   |                                                                                                  |
| Herman Cohen                           | Molenstraat ·                        | Bild gesucht Der Benutzer GeorgDerReisende ( Diskussion ) wünscht sich an dieser Stelle ein Bild vom Ort mit diesen Koordinaten 52.26307 6.794923 . Motiv: der Stolperstein für Herman Cohen, die Lage und das Haus Falls du dabei helfen möchtest, erklärt die Anleitung , wie das geht. BW | Hier woonde Herman Cohen geb. 1918 vermoord 31.3.1944 Midden Europa                     | | Hier wohnte Herman Cohen, geboren 1918, ermordet am 31.3.1944 in Mitteleuropa                    |
| Max Cohen                              | Nieuwstraat 9                        | Bild gesucht Der Benutzer GeorgDerReisende ( Diskussion ) wünscht sich an dieser Stelle ein Bild vom Ort mit diesen Koordinaten 52.264618 6.795136 . Motiv: der Stolperstein für Max Cohen, die Lage und das Haus Falls du dabei helfen möchtest, erklärt die Anleitung , wie das geht. BW | Hier woonde Max Cohen geb. 1901 vermoord 02.12.1941 Mauthausen                          | | Hier wohnte Max Cohen, geboren 1901, ermordet am 02.12.1941 in Mauthausen                        |
| Heinrich Cahn                          | Nieuwstraat 13                       | Bild gesucht Der Benutzer GeorgDerReisende ( Diskussion ) wünscht sich an dieser Stelle ein Bild vom Ort mit diesen Koordinaten 52.264618 6.795136 . Motiv: der Stolperstein für Heinrich Cahn, die Lage und das Haus Falls du dabei helfen möchtest, erklärt die Anleitung , wie das geht. BW | Hier woonde Heinrich Cahn geb. 1878 vermoord 27.11.1942 Auschwitz                       | | Hier wohnte Heinrich Cahn, geboren 1878, ermordet am 27.11.1942 in Auschwitz                     |
| Dina Trijbits-Franken                  | Nieuwstraat 69 ·                     | Bild gesucht Der Benutzer GeorgDerReisende ( Diskussion ) wünscht sich an dieser Stelle ein Bild vom Ort mit diesen Koordinaten 52.26278 6.793263 . Motiv: die Stolpersteine für die Familie Trijbits, die Lage und das Haus Falls du dabei helfen möchtest, erklärt die Anleitung , wie das geht. BW | Hier woonde Dina Trijbits-Franken geb. 1867 vermoord 11.5.1943 Westerbork               | | Hier wohnte Dina Trijbits-Franken, geboren 1867, ermordet am 11.5.1943 in Westerbork             |
| Maurits Trijbits                       | Nieuwstraat 69 ·                     | | Hier woonde Maurits Trijbits geb. 1908 vermoord 31.3.1944 Midden Europa                 | Hier wohnte Maurits Trijbits, geboren 1908, ermordet am 31.3.1944 in Mitteleuropa                  |                                                                                                  |
| Rosetta Trijbits-Rozenthal             | Nieuwstraat 69 ·                     | | Hier woonde Rosetta Trijbits-Rozenthal geb. 1913 vermoord 30.4.1943 Auschwitz           | Hier wohnte Rosetta Trijbits-Rozenthal, geboren 1913, ermordet am 30.4.1943 in Auschwitz           |                                                                                                  |
| Chawa Siskowna Langer-Winnikowa        | Oldenzaalsestraat 386 ·              | Bild gesucht Der Benutzer GeorgDerReisende ( Diskussion ) wünscht sich an dieser Stelle ein Bild vom Ort mit diesen Koordinaten 52.272879 6.814941 . Motiv: die Stolpersteine für die Familie Langer, die Lage und das Haus Falls du dabei helfen möchtest, erklärt die Anleitung , wie das geht. BW | Hier woonde Chawa Siskowna Langer-Winnikowa geb. 1906 vermoord 09.8.1942 Auschwitz      | | Hier wohnte Chawa Siskowna Langer-Winnikowa, geboren 1906, ermordet am 09.8.1942 in Auschwitz    |
| Sinaida Leopoldovna Langer             | Oldenzaalsestraat 386 ·              | | Hier woonde Sinaida Leopoldovna Langer geb. 1932 vermoord 09.8.1942 Auschwitz           | Hier wohnte Sinaida Leopoldovna Langer, geboren 1932, ermordet am 09.8.1942 in Auschwitz           |                                                                                                  |
| Leopold Langer                         | Oldenzaalsestraat 386 ·              | | Hier woonde Leopold Langer geb. 1898 vermoord 31.3.1944 Auschwitz                       | Hier wohnte Leopold Langer, geboren 1898, ermordet am 31.3.1944 in Auschwitz                       |                                                                                                  |
| Sophia Schlosser                       | Oude Grensweg 95 ·                   | Bild gesucht Der Benutzer GeorgDerReisende ( Diskussion ) wünscht sich an dieser Stelle ein Bild vom Ort mit diesen Koordinaten 52.257268 6.816115 . Motiv: der Stolperstein für Sophia Schlosser, die Lage und das Haus Falls du dabei helfen möchtest, erklärt die Anleitung , wie das geht. BW | Hier woonde Sophia Schlosser geb. 1913 vermoord 24.9.1942 Auschwitz                     | | Hier wohnte Sophia Schlosser, geboren 1913, ermordet am 24.9.1942 in Auschwitz                   |
| Alex de Leeuw                          | Parallelweg 16 ·                     | Bild gesucht Der Benutzer GeorgDerReisende ( Diskussion ) wünscht sich an dieser Stelle ein Bild vom Ort mit diesen Koordinaten 52.259097 6.797301 . Motiv: die Stolpersteine für die Familie de Leeuw, die Lage und das Haus Falls du dabei helfen möchtest, erklärt die Anleitung , wie das geht. BW | Hier woonde Alex de Leeuw geb. 1881 vermoord 19.10.1942 Auschwitz                       | | Hier wohnte Alex de Leeuw, geboren 1881, ermordet am 19.10.1942 in Auschwitz                     |
| Rosa de Leeuw-Steilberger              | Parallelweg 16 ·                     | | Hier woonde Rosa de Leeuw-Steilberger geb. 1883 vermoord 19.10.1942 Auschwitz           | Hier wohnte Rosa de Leeuw-Steilberger, geboren 1883, ermordet am 19.10.1942 in Auschwitz           |                                                                                                  |
| Herman Franken                         | Paul Krugerstraat 9 ·                | Bild gesucht Der Benutzer GeorgDerReisende ( Diskussion ) wünscht sich an dieser Stelle ein Bild vom Ort mit diesen Koordinaten 52.265347 6.800252 . Motiv: der Stolperstein für Herman Franken, die Lage und das Haus Falls du dabei helfen möchtest, erklärt die Anleitung , wie das geht. BW | Hier woonde Herman Franken geb. 1898 vermoord 07.5.1943 Sobibor                         | | Hier wohnte Herman Franken, geboren 1898, ermordet am 07.5.1943 in Sobibor                       |
| Emma de Wolf-Schlösser                 | Paul Krugerstraat 11 ·               | Bild gesucht Der Benutzer GeorgDerReisende ( Diskussion ) wünscht sich an dieser Stelle ein Bild vom Ort mit diesen Koordinaten 52.265387 6.800229 . Motiv: die Stolpersteine für die Familie de Wolf, die Lage und das Haus Falls du dabei helfen möchtest, erklärt die Anleitung , wie das geht. BW | Hier woonde Emma de Wolf-Schlösser geb. 1886 vermoord 27.11.1942 Auschwitz              | | Hier wohnte Emma de Wolf-Schlösser, geboren 1886, ermordet am 27.11.1942 in Auschwitz            |
| Maurits Markus de Wolff                | Paul Krugerstraat 11 ·               | | Hier woonde Maurits Markus de Wolff geb. 1876 vermoord 27.11.1942 Auschwitz             | Hier wohnte Maurits Markus de Wolff, geboren 1876, ermordet am 27.11.1942 in Auschwitz             |                                                                                                  |
| Benjamin Pagrach                       | Paul Krugerstraat 25 ·               | Bild gesucht Der Benutzer GeorgDerReisende ( Diskussion ) wünscht sich an dieser Stelle ein Bild vom Ort mit diesen Koordinaten 52.265982 6.799844 . Motiv: die Stolpersteine für die Familie Pagrach, die Lage und das Haus Falls du dabei helfen möchtest, erklärt die Anleitung , wie das geht. BW | Hier woonde Benjamin Pagrach geb. 1902 vermoord 20.11.1942 Auschwitz                    | | Hier wohnte Benjamin Pagrach, geboren 1902, ermordet am 20.11.1942 in Auschwitz                  |
| Hanna Eichenwald-Posner                | Paul Krugerstraat 25 ·               | | Hier woonde Hanna Eichenwald-Posner geb. 1874 vermoord 12.10.1942 Auschwitz             | Hier wohnte Hanna Eichenwald-Posner, geboren 1874, ermordet am 12.10.1942 in Auschwitz             |                                                                                                  |
| Isidoor Pagrach                        | Paul Krugerstraat 25 ·               | | Hier woonde Isidoor Pagrach geb. 1937 vermoord 15.10.1942 Auschwitz                     | Hier wohnte Isidoor Pagrach, geboren 1937, ermordet am 15.10.1942 in Auschwitz                     |                                                                                                  |
| Jacob Pagrach                          | Paul Krugerstraat 25 ·               | | Hier woonde Jacob Pagrach geb. 1939 vermoord 15.10.1942 Auschwitz                       | Hier wohnte Jacob Pagrach, geboren 1939, ermordet am 15.10.1942 in Auschwitz                       |                                                                                                  |
| Leentje Pagrach-Meijers                | Paul Krugerstraat 25 ·               | | Hier woonde Leentje Pagrach-Meijers geb. 1908 vermoord 15.10.1942 Auschwitz             | Hier wohnte Leentje Pagrach-Meijers, geboren 1908, ermordet am 15.10.1942 in Auschwitz             |                                                                                                  |
| Chaim Berglas                          | Paul Krugerstraat 52 ·               | Bild gesucht Der Benutzer GeorgDerReisende ( Diskussion ) wünscht sich an dieser Stelle ein Bild vom Ort mit diesen Koordinaten 52.267632 6.798946 . Motiv: die Stolpersteine für die Familie Berglas, die Lage und das Haus Falls du dabei helfen möchtest, erklärt die Anleitung , wie das geht. BW | Hier woonde Chaim Berglas geb. 1879 vermoord 27.11.1942 Auschwitz                       | | Hier wohnte Chaim Berglas, geboren 1879, ermordet am 27.11.1942 in Auschwitz                     |
| Elisabeth Menko-Grunwald               | Paul Krugerstraat 52 ·               | | Hier woonde Elisabeth Menko-Grunwald geb. 1870 vermoord 27.11.1942 Auschwitz            | Hier wohnte Elisabeth Menko-Grunwald, geboren 1870, ermordet am 27.11.1942 in Auschwitz            |                                                                                                  |
| Jacoba Johanna Rintel                  | Paul Krugerstraat 52 ·               | | Hier woonde Jacoba Johanna Rintel geb. 1904 vermoord 27.11.1942 Auschwitz               | Hier wohnte Jacoba Johanna Rintel, geboren 1904, ermordet am 27.11.1942 in Auschwitz               |                                                                                                  |
| Sara Berglas-Lerner                    | Paul Krugerstraat 52 ·               | | Hier woonde Sara Berglas-Lerner geb. 1878 vermoord 27.11.1942 Auschwitz                 | Hier wohnte Sara Berglas-Lerner, geboren 1878, ermordet am 27.11.1942 in Auschwitz                 |                                                                                                  |
| Albert Suskind                         | Reitzstraat 44 ·                     | Bild gesucht Der Benutzer GeorgDerReisende ( Diskussion ) wünscht sich an dieser Stelle ein Bild vom Ort mit diesen Koordinaten 52.26647 6.800455 . Motiv: der Stolperstein für Albert Suskind, die Lage und das Haus Falls du dabei helfen möchtest, erklärt die Anleitung , wie das geht. BW | Hier woonde Albert Suskind geb. 1913 vermoord 21.1.1945 Blechhammer                     | | Hier wohnte Albert Suskind, geboren 1913, ermordet am 21.1.1945 in Blechhammer                   |
| Emma Lievendag-Meier                   | Sloetsweg 144 ·                      | Bild gesucht Der Benutzer GeorgDerReisende ( Diskussion ) wünscht sich an dieser Stelle ein Bild vom Ort mit diesen Koordinaten 52.274387 6.800277 . Motiv: die Stolpersteine für die Familie Lievendag, die Lage und das Haus Falls du dabei helfen möchtest, erklärt die Anleitung , wie das geht. BW | Hier woonde Emma Lievendag-Meier geb. 1909 vermoord 15.10.1942 Auschwitz                | | Hier wohnte Emma Lievendag-Meier, geboren 1909, ermordet am 15.10.1942 in Auschwitz              |
| Johan Lievendag                        | Sloetsweg 144 ·                      | | Hier woonde Johan Lievendag geb. 1933 vermoord 15.10.1942 Auschwitz                     | Hier wohnte Johan Lievendag, geboren 1933, ermordet am 15.10.1942 in Auschwitz                     |                                                                                                  |
| Selma Henriette Lievendag              | Sloetsweg 144 ·                      | | Hier woonde Selma Henriette Lievendag geb. 1939 vermoord 15.10.1942 Auschwitz           | Hier wohnte Selma Henriette Lievendag, geboren 1939, ermordet am 15.10.1942 in Auschwitz           |                                                                                                  |
| Siegmond Lievendag                     | Sloetsweg 144 ·                      | | Hier woonde Siegmond Lievendag geb. 1904 vermoord 28.2.1943 Auschwitz                   | Hier wohnte Siegmond Lievendag, geboren 1904, ermordet am 28.2.1943 in Auschwitz                   |                                                                                                  |
| Lion Frankenhuis                       | Sparweg 16 ·                         | Bild gesucht Der Benutzer GeorgDerReisende ( Diskussion ) wünscht sich an dieser Stelle ein Bild vom Ort mit diesen Koordinaten 52.268264 6.793216 . Motiv: der Stolperstein für Lion Frankenhuis, die Lage und das Haus Falls du dabei helfen möchtest, erklärt die Anleitung , wie das geht. BW | Hier woonde Lion Frankenhuis geb. 1906 vermoord 29.9.1941 Mauthausen                    | | Hier wohnte Lion Frankenhuis, geboren 1906, ermordet am 29.9.1941 in Mauthausen                  |
| Rika Berg-Nathans                      | Steijnstraat 24 ·                    | Bild gesucht Der Benutzer GeorgDerReisende ( Diskussion ) wünscht sich an dieser Stelle ein Bild vom Ort mit diesen Koordinaten 52.266519 6.796414 . Motiv: die Stolpersteine für die Familie Berg, die Lage und das Haus Falls du dabei helfen möchtest, erklärt die Anleitung , wie das geht. BW | Hier woonde Rika Berg-Nathans geb. 1900 vermoord 22.5.1944 Auschwitz                    | | Hier wohnte Rika Berg-Nathans, geboren 1900, ermordet am 22.5.1944 in Auschwitz                  |
| Samuel Jacob Berg                      | Steijnstraat 24 ·                    | | Hier woonde Samuel Jacob Berg geb. 1896 vermoord 10.2.1945 Mauthausen-Melk              | Hier wohnte Samuel Jacob Berg, geboren 1896, ermordet am 10.2.1945 in Mauthausen-Melk              |                                                                                                  |
| Bernard de Leeuw                       | Sumatrastraat 12 ·                   | Bild gesucht Der Benutzer GeorgDerReisende ( Diskussion ) wünscht sich an dieser Stelle ein Bild vom Ort mit diesen Koordinaten 52.26705 6.785462 . Motiv: die Stolpersteine für die Familie de Leeuw, die Lage und das Haus Falls du dabei helfen möchtest, erklärt die Anleitung , wie das geht. BW | Hier woonde Bernard de Leeuw geb. 1880 vermoord 07.5.1943 Sobibor                       | | Hier wohnte Bernard de Leeuw, geboren 1880, ermordet am 07.5.1943 in Sobibor                     |
| Rosetta de Leeuw-de Vries              | Sumatrastraat 12 ·                   | | Hier woonde Rosetta de Leeuw-de Vries geb. 1882 vermoord 07.5.1943 Sobibor              | Hier wohnte Rosetta de Leeuw-de Vries, geboren 1882, ermordet am 07.5.1943 in Sobibor              |                                                                                                  |
| Esther Knoop                           | Vondelstraat 3 ·                     | Bild gesucht Der Benutzer GeorgDerReisende ( Diskussion ) wünscht sich an dieser Stelle ein Bild vom Ort mit diesen Koordinaten 52.263417 6.786899 . Motiv: der Stolperstein für Esther Knoop, die Lage und das Haus Falls du dabei helfen möchtest, erklärt die Anleitung , wie das geht. BW | Hier woonde Esther Knoop geb. 1882 vermoord 22.10.1943 Auschwitz                        | | Hier wohnte Esther Knoop, geboren 1882, ermordet am 22.10.1943 in Auschwitz                      |
| Moritz Schaap                          | Wemenstraat 12/Berfloweg 211 ·       | Bild gesucht Der Benutzer GeorgDerReisende ( Diskussion ) wünscht sich an dieser Stelle ein Bild vom Ort mit diesen Koordinaten 52.266427 6.794677 . Motiv: der Stolperstein für Moritz Schaap, die Lage und das Haus (der Stolperstein liegt entweder Wemenstraat 12 oder Berfloweg 211) Falls du dabei helfen möchtest, erklärt die Anleitung , wie das geht. BW Bild gesucht Der Benutzer GeorgDerReisende ( Diskussion ) wünscht sich an dieser Stelle ein Bild vom Ort mit diesen Koordinaten 52.252094 6.798603 . Motiv: der Stolperstein für Moritz Schaap, die Lage und das Haus (der Stolperstein liegt entweder Wemenstraat 12 oder Berfloweg 211) Falls du dabei helfen möchtest, erklärt die Anleitung , wie das geht. BW | Hier woonde Moritz Schaap geb. 1895 vermoord 20.10.1941 Mauthausen                      | | Hier wohnte Moritz Schaap, geboren 1895, ermordet am 20.10.1941 in Mauthausen                    |
| Adelheid de Leeuw-Roozendaal           | Willemstraat 29 ·                    | Bild gesucht Der Benutzer GeorgDerReisende ( Diskussion ) wünscht sich an dieser Stelle ein Bild vom Ort mit diesen Koordinaten 52.265588 6.790898 . Motiv: die Stolpersteine für die Familie de Leeuw, die Lage und das Haus Falls du dabei helfen möchtest, erklärt die Anleitung , wie das geht. BW | Hier woonde Adelheid de Leeuw-Roozendaal geb. 1879 vermoord 07.5.1943 Sobibor           | | Hier wohnte Adelheid de Leeuw-Roozendaal, geboren 1879, ermordet am 07.5.1943 in Sobibor         |
| Alfred de Leeuw                        | Willemstraat 29 ·                    | | Hier woonde Alfred de Leeuw geb. 1910 vermoord 07.5.1943 Sobibor                        | Hier wohnte Alfred de Leeuw, geboren 1910, ermordet am 07.5.1943 in Sobibor                        |                                                                                                  |
| Donald de Leeuw                        | Willemstraat 29 ·                    | | Hier woonde Donald de Leeuw geb. 1914 vermoord 07.5.1943 Sobibor                        | Hier wohnte Donald de Leeuw, geboren 1914, ermordet am 07.5.1943 in Sobibor                        |                                                                                                  |
| Selma de Leeuw                         | Willemstraat 29 ·                    | | Hier woonde Selma de Leeuw geb. 1908 vermoord 07.5.1943 Sobibor                         | Hier wohnte Selma de Leeuw, geboren 1908, ermordet am 07.5.1943 in Sobibor                         |                                                                                                  |
| Bertha van der Wijk-Kets de Vries      | Wolter ten Catestraat 11 ·           | Bild gesucht Der Benutzer GeorgDerReisende ( Diskussion ) wünscht sich an dieser Stelle ein Bild vom Ort mit diesen Koordinaten 52.264699 6.800518 . Motiv: Wolter ten Catestraat 11: die Stolpersteine für die Familie van der Wijk, die Lage und das Haus Falls du dabei helfen möchtest, erklärt die Anleitung , wie das geht. BW | Hier woonde Bertha van der Wijk-Kets de Vries geb. 1897 vermoord 19.2.1943 Auschwitz    | | Hier wohnte Bertha van der Wijk-Kets de Vries, geboren 1897, ermordet am 19.2.1943 in Auschwitz  |
| Meijer van der Wijk                    | Wolter ten Catestraat 11 ·           | | Hier woonde Meijer van der Wijk geb. 1902 vermoord ... Auschwitz                        | Hier wohnte Meijer van der Wijk, geboren 1902, ermordet ... in Auschwitz                           |                                                                                                  |
| Elisabeth Kaatje Herschel              | Woltersweg 82 ·                      | Bild gesucht Der Benutzer GeorgDerReisende ( Diskussion ) wünscht sich an dieser Stelle ein Bild vom Ort mit diesen Koordinaten 52.26015 6.810121 . Motiv: die Stolpersteine für die Familie Herschel, die Lage und das Haus Falls du dabei helfen möchtest, erklärt die Anleitung , wie das geht. BW | Hier woonde Elisabeth Kaatje Herschel geb. 1907 vermoord 09.7.2043 Sobibor              | | Hier wohnte Elisabeth Kaatje Herschel, geboren 1907, ermordet am 09.7.2043 in Sobibor            |
| Gezina Herschel-Benjamin               | Woltersweg 82 ·                      | | Hier woonde Gezina Herschel-Benjamin geb. 1870 vermoord 14.5.1943 Sobibor               | Hier wohnte Gezina Herschel-Benjamin, geboren 1870, ermordet am 14.5.1943 in Sobibor               |                                                                                                  |
| Hendrika Herschel                      | Woltersweg 82 ·                      | | Hier woonde Hendrika Herschel geb. 1913 vermoord 09.7.2043 Sobibor                      | Hier wohnte Hendrika Herschel, geboren 1913, ermordet am 09.7.2043 in Sobibor                      |                                                                                                  |
| Kaatje Carolina Herschel               | Woltersweg 82 ·                      | | Hier woonde Kaatje Carolina Herschel geb. 1907 vermoord 09.7.1943 Sobibor               | Hier wohnte Kaatje Carolina Herschel, geboren 1907, ermordet am 09.7.1943 in Sobibor               |                                                                                                  |
| Mozes Herschel                         | Woltersweg 82 ·                      | | Hier woonde Mozes Herschel geb. 1878 vermoord 14.5.1943 Sobibor                         | Hier wohnte Mozes Herschel, geboren 1878, ermordet am 14.5.1943 in Sobibor                         |                                                                                                  |